# Puchar Azji w snowboardzie 2024/2025
Puchar Azji w snowboardzie w sezonie 2024/2025 to kolejna edycja tej imprezy. Cykl rozpoczął się 30 grudnia 2024 r. w chińskim ośrodku narciarskim Cuiyunshan Galaxy Ski Resort na terenie powiatu Chongli w prefekturze miejskiej Zhangjiakou zawodami w slalomie gigancie równoległym, natomiast finałowe zmagania sezonu (konkursy snowboardcrossu) zorganizowano 29 marca 2025 r. w japońskim mieście Yuzawa-machi.

## Konkurencje
- PSL = slalom równoległy
- PGS = gigant równoległy
- SBX = snowboardcross
- SS = slopestyle
- BA = big air
- HP = halfpipe

Na liście klasyfikacji widnieje również oznaczenie PAR, które nie odzwierciedla żadnej konkurencji. Jest to zsumowana klasyfikacja PSL i PGS.

## Kalendarz zawodów

### Mężczyźni
| Lp. | Data            | Miejscowość                   | Konkurencja | 1. miejsce        | 2. miejsce       | 3. miejsce      |
| --- | --------------- | ----------------------------- | ----------- | ----------------- | ---------------- | --------------- |
| 1.  | 30 grudnia 2024 | Cuiyunshan Galaxy Ski Resort  | PGS         | Bi Ye             | Sun Huan         | Qin Zihan       |
| 2.  | 31 grudnia 2024 | Cuiyunshan Galaxy Ski Resort  | PSL         | Bi Ye             | Lyu Meishuo      | Ban Xuefu       |
| 3.  | 5 stycznia 2025 | Phoenix Pjongczang            | SBX         | Shunsuke Kawamura | Daigo Kawamata   | Kim Ye-bin      |
| 4.  | 8 stycznia 2025 | O2 Resort                     | PGS         | Cho Soung-hee     | Lee Je-jung      | Naoki Kanematsu |
| 5.  | 9 stycznia 2025 | O2 Resort                     | PSL         | Daichi Shimizu    | Lee Je-jung      | Park Ji-sung    |
| 6.  | 7 lutego 2025   | Jinshanling Galaxy Ski Resort | PSL         | Bi Ye             | Ban Xuefu        | Qin Zihan       |
| 7.  | 8 lutego 2025   | Jinshanling Galaxy Ski Resort | PGS         | Lyu Meishuo       | Bi Ye            | Ding Xuedong    |
| 8.  | 17 lutego 2025  | Phoenix Pjongczang            | HP          | Lee Su-o          | Bae Jun-seong    | Park Min-geon   |
| 9.  | 27 lutego 2025  | Akan                          | PSL         | Shikoh Sugimoto   | Ryusho Yogo      | Shin Takekawa   |
| 10. | 28 lutego 2025  | Akan                          | PGS         | Daichi Shimizu    | Kentaro Yoshioka | Cho Soung-hee   |
| 11. | 1 marca 2025    | Hakuba                        | SS          | Kira Kimura       | Yuto Kimura      | Hiromu Watanabe |
| 12. | 4 marca 2025    | High1 Resort                  | PGS         | Cho Wan-hee       | Rion Yamada      | Shinya Momono   |
| 13. | 5 marca 2025    | High1 Resort                  | PSL         | Ma Jun-ho         | Cho Wan-hee      | Naoki Kanematsu |
| 14. | 7 marca 2025    | Beidahu Ski Resort            | SS          | Yuto Kimura       | Kaito Hamada     | Hanato Minamiya |
| 15. | 8 marca 2025    | Beidahu Ski Resort            | SS          | Yuto Kimura       | Ge Chunyu        | Hanato Minamiya |
| 16. | 28 marca 2025   | Yuzawa                        | SBX         | Kohei Motoki      | Yuto Tsukahara   | Keita Shoji     |
| 17. | 29 marca 2025   | Yuzawa                        | SBX         | Yuki Motoki       | Yuto Tsukahara   | Keita Shoji     |
|     | 4 kwietnia 2025 | Szymbulak                     | BA          | Odwołano          | Odwołano         | Odwołano        |

### Klasyfikacje
| Lp. | Zawodnik        | Punkty |
| --- | --------------- | ------ |
| 1.  | Bi Ye           | 380    |
| 2.  | Shikoh Sugimoto | 373    |
| 3.  | Daichi Shimizu  | 350    |
| 4.  | Naoki Kanematsu | 348    |
| 5.  | Cho Soung-hee   | 340    |
| 6.  | Lyu Meishuo     | 256    |
| 7.  | Ban Xuefu       | 235    |
| 8.  | Lee Je-jung     | 218    |
| 9.  | Lee Jung-hoo    | 206    |
| 10. | Shogo Suminaga  | 204    |

| Lp. | Zawodnik          | Punkty |
| --- | ----------------- | ------ |
| 1.  | Shunsuke Kawamura | 160    |
| 2.  | Yuto Tsukahara    | 160    |
| 3.  | Kohei Motoki      | 122    |
| 4.  | Keita Shoji       | 120    |
| 5.  | Daigo Kawamata    | 114    |
| 6.  | Yuki Motoki       | 100    |
| 7.  | Daichi Saito      | 90     |
| 8.  | Ibuki Oda         | 90     |
| 9.  | Kim Dam-gyu       | 87     |
| 10. | Haru Fujita       | 86     |

| Lp. | Zawodnik          | Punkty |
| --- | ----------------- | ------ |
| 1.  | Yuto Kimura       | 200    |
| 2.  | Ge Chunyu         | 130    |
| 3.  | Kaito Hamada      | 120    |
| 4.  | Hanato Minamiya   | 120    |
| 5.  | Kira Kimura       | 100    |
| 6.  | Liu Haoyu         | 90     |
| 7.  | Kaito Ichinose    | 90     |
| 8.  | Sun Zhendong      | 72     |
| 9.  | Tenshin Nishizawa | 72     |
| 10. | Hiromu Watanabe   | 60     |

| Lp. | Zawodnik      | Punkty |
| --- | ------------- | ------ |
| 1.  | Lee Su-o      | 100    |
| 2.  | Bae Jun-seong | 80     |
| 3.  | Park Min-geon | 60     |
| 4.  | Kang Cha-nung | 50     |
| 5.  | Jeon Yun-soo  | 45     |
| 6.  | Kim Jun-seo   | 40     |
| 7.  | Go Tae-gyeong | 36     |
| 8.  | Lee Jun-seo   | 32     |
| 9.  | Lee Si-hyun   | 29     |
| 10. | Kang Dong-hun | 26     |

### Kobiety
| Lp. | Data            | Miejscowość                   | Konkurencja | 1. miejsce      | 2. miejsce      | 3. miejsce    |
| --- | --------------- | ----------------------------- | ----------- | --------------- | --------------- | ------------- |
| 1.  | 30 grudnia 2024 | Cuiyunshan Galaxy Ski Resort  | PGS         | Dong Xue        | Kong Binbin     | Gong Naiying  |
| 2.  | 31 grudnia 2024 | Cuiyunshan Galaxy Ski Resort  | PSL         | Gong Naiying    | Li Jiahui       | Bai Xinhui    |
| 3.  | 5 stycznia 2025 | Phoenix Pjongczang            | SBX         | Woo Su-been     | Kanae Maeda     | Saya Kotake   |
| 4.  | 8 stycznia 2025 | O2 Resort                     | PGS         | Ayane Jige      | Suzumi Maeda    | Hinano Oshima |
| 5.  | 9 stycznia 2025 | O2 Resort                     | PSL         | Ayana Koshisaka | Ayane Jige      | Hinano Oshima |
| 6.  | 7 lutego 2025   | Jinshanling Galaxy Ski Resort | PSL         | Gong Naiying    | Dong Xue        | Hinano Oshima |
| 7.  | 8 lutego 2025   | Jinshanling Galaxy Ski Resort | PGS         | Gong Naiying    | Bai Xinhui      | Dong Yuyue    |
| 8.  | 17 lutego 2025  | Phoenix Pjongczang            | HP          | Jeon Ye-ji      | Heo Young-hyun  | Lee Bo-yeon   |
| 9.  | 27 lutego 2025  | Akan                          | PSL         | Hinano Oshima   | Noa Kanazawa    | Ayane Jige    |
| 10. | 28 lutego 2025  | Akan                          | PGS         | Hinano Oshima   | Noa Kanazawa    | Suzumi Maeda  |
| 11. | 1 marca 2025    | Hakuba                        | SS          | Suzuka Ishimoto | Yui Kotani      | Kiara Morii   |
| 12. | 4 marca 2025    | High1 Resort                  | PGS         | Noa Kanazawa    | Sora Kagaya     | Hinano Oshima |
| 13. | 5 marca 2025    | High1 Resort                  | PSL         | Noa Kanazawa    | Ayana Koshisaka | Hinano Oshima |
| 14. | 7 marca 2025    | Beidahu Ski Resort            | SS          | Zhang Xiaonan   | Gan Jiajia      | Xiong Shirui  |
| 15. | 8 marca 2025    | Beidahu Ski Resort            | SS          | Xiong Shirui    | Jin Rongxi      | Zhang Xiaonan |
| 16. | 28 marca 2025   | Yuzawa                        | SBX         | Renka Ito       | Soyoka Tabata   | Urara Kiyota  |
| 17. | 29 marca 2025   | Yuzawa                        | SBX         | Kanae Maeda     | Soyoka Tabata   | Kanna Noguchi |
|     | 4 kwietnia 2025 | Szymbulak                     | BA          | Odwołano        | Odwołano        | Odwołano      |

### Klasyfikacje
| Lp. | Zawodniczka     | Punkty |
| --- | --------------- | ------ |
| 1.  | Hinano Oshima   | 579    |
| 2.  | Ayana Koshisaka | 443    |
| 3.  | Noa Kanazawa    | 414    |
| 4.  | Gong Naiying    | 360    |
| 5.  | Ayane Jige      | 264    |
| 6.  | Dong Xue        | 262    |
| 7.  | Sakura Yogo     | 242    |
| 8.  | Suzumi Maeda    | 240    |
| 9.  | Bai Xinhui      | 212    |
| 10. | Kong Binbin     | 202    |

| Lp. | Zawodniczka       | Punkty |
| --- | ----------------- | ------ |
| 1.  | Kanae Maeda       | 225    |
| 2.  | Soyoka Tabata     | 160    |
| 3.  | Saya Kotake       | 145    |
| 4.  | Renka Ito         | 100    |
| 4.  | Woo Su-been       | 100    |
| 6.  | Chihiro Nishikawa | 100    |
| 7.  | Urara Kiyota      | 86     |
| 8.  | Kanna Noguchi     | 82     |
| 9.  | Mimu Fujito       | 66     |
| 10. | Rukako Aoki       | 64     |

| Lp. | Zawodniczka      | Punkty |
| --- | ---------------- | ------ |
| 1.  | Xiong Shirui     | 160    |
| 1.  | Zhang Xiaonan    | 160    |
| 3.  | Gan Jiajia       | 130    |
| 3.  | Jin Rongxi       | 130    |
| 5.  | Kiara Morii      | 105    |
| 6.  | Suzuka Ishimoto  | 100    |
| 7.  | Yui Kotani       | 80     |
| 8.  | Rina Yoshika     | 50     |
| 9.  | Karin Kikuchi    | 45     |
| 10. | Niina Sakakibara | 40     |

| Lp. | Zawodniczka    | Punkty |
| --- | -------------- | ------ |
| 1.  | Jeon Ye-ji     | 100    |
| 2.  | Heo Young-hyun | 80     |
| 3.  | Lee Bo-yeon    | 60     |
| 4.  | Kim Geun-yeong | 50     |
| 5.  | Park Chae-hee  | 45     |